# 반사관계
수학에서, 주어진 집합의 반사관계(反射關係, reflexive relation)는 집합의 모든 원소가 자기 자신에 대해 관계를 가지는 이항관계이다.
예를 들어 실수 집합에서 "x와 y가 같다"는 반사관계이다. 왜냐하면 모든 실수는 자기 자신과 같기 때문에, 즉 "x와 x가 같다"라는 관계를 만족하기 때문이다. 반면 "x가 y보다 크다"는 반사관계가 아니다. 왜냐하면 y=x일 때 관계를 만족하지 않기 때문이다. 반사관계는 대칭 관계, 추이적 관계와 함께 동치 관계의 세 조건 중 하나이다.

## 정의

### 반사 관계
집합 {\displaystyle X}에 대해 정의된 이항관계 {\displaystyle R}이 모든 {\displaystyle x\in X}에 대해 {\displaystyle (x,x)\in R}을 만족할 때, 즉 {\displaystyle xRx}일 때, 이를 반사관계라 한다.
다르게 말하면, 집합 {\displaystyle X}에 대한 항등 관계(영어: identity relation) {\displaystyle I_{X}:=\{(x,x):x\in X\}}에 대해 {\displaystyle I_{X}\subset R}일 때 {\displaystyle R}은 반사관계이다.

### 비반사관계
집합 {\displaystyle X}의 모든 원소가 반사관계를 만족하지 않을 때, 즉, 모든 {\displaystyle x\in X}에 대해 {\displaystyle (x,x)\notin R}일 때 이항관계 {\displaystyle R}을 비반사관계(영어: irreflexive relation)라 한다.

## 예시
다음은 반사관계의 예시이다. 즉 y=x이면 다음 관계를 만족한다.
- "x와 y가 같다" (등호)
- "x가 y보다 같거나 크다"
- "x가 y보다같거나 작다"
- "X가 Y의 부분집합이다" (집합의 포함관계)
- "x가 y를 나눈다" (약수 관계)

다음은 비반사관계의 예시이다. 즉 y=x이면 다음 관계를 만족하지 않는다.
- "x와 y가 같지 않다"
- "X가 Y의 진부분집합이다"
- "x가 y보다 크다"
- "x가 y보다 작다"

## 같이 보기
- 대칭 관계
- 반대칭관계
- 추이적 관계
- 동치 관계